# Anselmo Llorente y La Fuente
Joaquín Anselmo Llorente y La Fuente fue el primer obispo de Costa Rica, nacido el 21 de abril de 1800 en la ciudad de Cartago. Fue hijo del inmigrante vasco Ignacio Llorente y Arcedo y de María Francisca de la Fuente y Alvarado, cartaginesa hija a su vez del Alférez Real Don Antonio de la Fuente y Mendaña, quien fue Teniente de Gobernador de Costa Rica. Quedó huérfano de padre a muy temprana edad.

## Vida religiosa
Hizo sus primeros estudios en Cartago y se trasladó a Guatemala a seguir estudios en la Universidad de San Carlos. Se graduó de bachiller en Filosofía en 1822. Optó luego por la carrera eclesiástica. Se ordenó sacerdote el 19 de marzo de 1824 incardinándose en aquella arquidiócesis, en la que desempeñó varios curatos. Se graduó doctor en ambos derechos en 1825. Ejerció su ministerio pastoral en varios curatos pasando, en 1846 y hasta 1851, al Rectorado del Seminario Tridentino. En 1848 fue elegido miembro de la Asamblea Constituyente. En 1850, el beato Pío IX erigió la diócesis de San José, Costa Rica de Costa Rica y nombró a Llorente como primer obispo. Fue preconizado el 10 de abril de 1851 y consagrado en Guatemala el 18 de diciembre de 1851. Asumió la diócesis el 2 de febrero de 1852, creando, ese mismo año, el Venerable Cabildo Catedralicio.

## Logros
Se dedicó a remediar necesidades urgentes de la sociedad y dirigir bien la nave de la Iglesia Diocesana. Bajo su auspicio se empezó a construir el Hospital San Juan de Dios (San José) A él correspondió echar las bases de la nueva diócesis. En vista de que una de sus preocupaciones más importantes fue la formación del clero, fundó el Seminario Mayor, dotándolo muy pronto de instalaciones. En el Seminario se empezó a impartir lecciones en 1863. Estableció la Curia de San José y el 22 de noviembre de 1855 llamó a las armas a los costarricenses contra la invasión de los filibusteros. Trasladado a Guanacaste por la guerra, asumió la tarea de cuidar a los enfermos del cólera morbus y animó a las comunidades de Bagaces, Cañas y Liberia para combatir la enfermedad, destacando allí valientes sacerdotes que también había acompañado las tropas a Nicaragua. Fundó el Seminario Conciliar costarricense. Fue deportado del país en 1858 por el gobierno de Juan Rafael Mora Porras y regresó un año después, en 1859, cuando ya había caído el gobierno. En 1869 asistió al Concilio Vaticano I.

## Fallecimiento
Falleció el 22 de septiembre de 1871 en San José. El día 24 se hicieron las honras fúnebres
sepultándosele en la Iglesia de la Merced. En 1882 sus restos fueron trasladados al presbiterio norte de la Catedral metropolitana de San José.

## Legado
La Asamblea Legislativa costarricense lo declaró Benemérito de la Patria, por decreto # 14 del 22 de febrero de 1950.
En homenaje a su vida, se creó el distrito homónimo de Anselmo Llorente en el cantón de Tibás de la provincia de San José.